# Елсуков, Виталий Николаевич
Виталий Николаевич Елсуков (2 октября 1973 года, Протвино, Московская область, СССР) — советский и российский футболист, полузащитник.

## Биография
Воспитанник московского «Динамо». Первые тренеры Дрынов Н. В. (Протвино), С. Н. Никулин и А. А. Минаев. Несколько лет играл за дублирующий состав «Динамо», однако за основной состав не играл. В 1996 году вместе с воронежским «Факелом» вышел в Высшую лигу, где провёл 28 игр и забил один гол в ворота московского «Торпедо» 14 июня 1997 года.
В дальнейшем выступал за ряд команд Второго дивизиона и ЛФЛ. Завершил профессиональную карьеру в составе серпуховской «Звезды». В 2009—2010 годах играл за тверской любительский клуб «Реал-Тверь».

## Карьера тренера
В 2001—2004 годах был играющим тренером ФК «Обнинск». В 2007—2008 годах работал администратором в клубе «Нара-ШБФР». С 2011 года — тренер в академии московского «Динамо», работает с командой 2004 года рождения.

## Достижения
- Бронзовый призёр Первого дивизиона (1): 1996.